# Elopak
Elopak – norweska firma produkująca opakowania do ciekłych produktów spożywczych. Przedsiębiorstwo zostało założone w 1957 roku przez Johana Henrika Andresena i Christiana Augusta Johansena. W 1987 firma kupiła przedsiębiorstwo Ex-Cell-O Packaging Systems Division.
W 2003 roku spółka miała około 2500 pracowników, przychody w wysokości około 4 mld koron norweskich i była trzecim co do wielkości na świecie dostawcą opakowań do napojów.
Cała produkcja odbywa się poza granicami Norwegii.
Firma jest własnością firmy inwestycyjnej Ferd AS.